# أندرياس هاينز
أندرياس هاينز (بالألمانية: Andreas Heinz)‏ هو لاعب كرة الريشة ألماني، ولد في 5 أبريل 1991 في غروس-غيراو في ألمانيا.

## وصلات خارجية
- أندرياس هاينز على موقع BWF.tournamentsoftware.com (الإنجليزية)
- أندرياس هاينز على موقع BWFbadminton.com (الإنجليزية)
- أندرياس هاينز على موقع اللجنة الأولمبية الألمانية (الألمانية)